# Ida Haendel
Ida Haendel   (Chełm, 15 de desembre de 1928 - Miami, 1 de juliol de 2020) va ser una violinista polonesa d'origen jueu, amb nacionalització britànica. Ha estat una de les violinistes més destacades de la seva generació.

## Família i estudis
El pare d'Ida, Nicolaus, era pintor de retrats però somiava amb ser violinista. La seva situació no li ho va permetre i va ser ell qui va encoratjar a les seves filles (Ida i Ala, la seva germana gran) a començar a tocar el violí. Ala no va mostrar tenir gaire habilitat pel violí, però Ida, amb tan sols tres anys i mig, ja podia reproduir les cançons que cantava la seva mare, Fela, en el violí. En adonar-se del gran talent que posseïa Ida com a violinista, el seu pare va deixar la seva carrera i es va implicar per complet en l'educació musical de la seva filla. Va decidir que Ida no aniria a l'escola com la seva germana i va començar a rebre classes de professors privats. Quan Ida tenia 6 anys, el seu pare va aconseguir que el govern polonès els ajudés econòmicament, ja que eren pobres en aquesta època. Amb els diners, va llogar un apartament a Varsòvia on es va mudar la família per a que Ida pogués estudiar amb la professora  Mieczyslaw Michailowicz al Chopin University of Music.
El 1933, amb tan sols cinc anys d'edat, Handel va guanyar la medalla d'or del concurs Hubermann. També va ser la participant més jove a arribar a la final del Concurs Internacional de Violí. H. Wieniawski de 1935, en el qual va quedar setena. Ginette Neveu, llavors de 16 anys, i David Oistrach, llavors de 27, van guanyar els dos primers premis.
Handel es va mudar a París per invitació del gran virtuós hongarès Joseph Szigeti, qui s'havia ofert a ensenyar-li. Però com es trobava amb freqüència de gira, ella i el seu pare es van mudar a Londres on va començar a estudiar amb el gran pedagog hongarès Carl Flesch (1935 - 1939). “Un veritable pedagog que sap el que l'estudiant necessita psicològicament”, va dir l'Ida; i  també amb el compositor, pianista i violinista romanès George Enescu. No obstant això, quan Ida es va anar a estudiar amb Enescu, Flesch es va enfadar molt i la va fer fora de la seva classe. Segons afirma Ida en una entrevista del 1986 per a la revista “The Strad”, Flesh i Enescu “van ser tan diferents com el dia i la nit”. Flesh s'encarregava de totes les errades. Si algú no podia superar certes dificultats tècniques, ell elaborava digitacions extremadament intel·ligents. Era un professor de violí molt professional i experimentat. Enescu, d'altra banda, analitzava amb profunditat de la composició i era intel·lectualment d'un nivell més profund que Flesh, segons l'opinió d'Ida. Aquests dos mestres van influir de manera decisiva en la seva música.
La família Haendel era jueva (tot i que Ida afirma que no va ser educada en un entorn jueu) i el seu pare, que estava a Londres amb la jove promesa del violí, com pressentia que la guerra amb l'Alemanya nazi era imminent, ho va arreglar per a que la seva dona i la seva altra filla Ala s'unissin a ells a Gran Bretanya. La resta de la família va morir a Polònia perquè no van poder escapar. Posteriorment, els membres de la família Haendel es van convertir en ciutadans britànics.

## Carrera com a concertista
El seu debut estava programat pel 13 de desembre de 1937 sota la batuta de Thomas Beecham, però en l'últim moment va ser cancel·lat ja que el Consell del Comtat de Londres no va aprovar el seu permís perquè no complia el requisit de ser major de 14 anys. Aquest fet és important, ja que la seva edat sempre ha estat un tema controvertit. Per a que Ida pogués fer concerts, el seu pare i l'agent Harold Holt van convèncer al Consell de que tenia 14 anys, quan no era cert.
Haendel va fer el seu primer concert el 1937 en el Queen's Hall, interpretant el concert de Beethoven sota la direcció de Henry Wood amb tan sols 8 anys d'edat. En una crítica de “The Observer” posava que “No prodigy since Menuhin has shown such a sense of fitness, or played with such glow, such dignity”. En aquesta època, el seu manager li va recomanar canviar el seu cognom de Hendel a Haendel, evocant associació amb el compositor del mateix nom.Va oferir la seva primera interpretació pública del Concert per a violí de Brahms el setembre de 1938, també sota la direcció d'Henry Wood i amb l'Orquestra Simfònica de la BBC. Ella confirma a la revista “the Strad” que tenia 9 anys quan va fer aquest concert.
El primer article escrit en la revista “the Strad” sobre l'Ida és del març de 1937. En aquest, se li preveu una gran carrera. El redactor s'atreveix a predir que pot convertir-se en una de les dones violinistes més destacades de la seva generació. A més, al final de l'article afirma: “L'Ida Haendel és definitivament una cosa excepcional fins i tot en aquesta era de prodigis”.
Durant la 2a Guerra Mundial, l'Ida va actuar per a les tropes britàniques i estatunidenques. Va participar en els concerts per a elevar la moral dels soldats en “the National Gallery” i la van posar en contacte amb grans músics, com Myra Hess. També va realitzar gires per les Illes Britàniques fent concerts per a les tropes en condicions espantoses, sovint sense orquestra o fins i tot piano. En aquestes ocasions tocava Bach a solo, la qual cosa sempre va ser molt valorat pels soldats.
A Anglaterra, l'Ida va ser molt popular, va tocar amb the Proms 68 vegades. L'últim concert amb la the Proms que va fer, va interpretar el Concert per a Violí de Britten. En aquests concerts va interpretar diverses obres passant per Mozart fins a Stravinski.
El 1946, va realitzar el seu debut als Estats Units (en el Carnegie Hall) i poc després de la guerra, ja va poder actuar a Alemanya, encara que fins al 1993 no va debutar amb la Filharmònica de Berlín.
L'Ida va iniciar una fructífera col·laboració artística amb el director Rafael Kubelik, amb qui va gravar el primer concert per a violí de Bruch el 1948 i el de Beethoven el 1951. Una de les seves peces més distintives, va ser el Concert per a violí de Sibelius, que interpretava amb una urgència continguda que el crític Geoffrey Norris va descriure una vegada en The Telegraph de Londres com a “foc i gel” i “al·lucinant”. Després d'una actuació a Hèlsinki el 1949, el propi Sibelius li va escriure una carta i la va felicitar "per haver trobat una intèrpret del seu nivell". Per les seves distingides interpretacions d'aquest concert, va rebre el 1982 el Sibelius Prize.
En 1952, Haendel es va mudar a Mont-real on va ser una celebritat de la vida musical de Canadà, i el 1979 es va establir definitivament a Miami Beach. Vivia en una casa que li havia comprat al seu pare perquè pogués estar prop de l'escriptor Isaac Bashevis Singer, un amic proper.
La seva interpretació dels concerts escrits per Britten i Walton va ajudar a incorporar-los en el repertori canònic. D'altra banda, va estrenar del segon concert per a violí d'Allan Pettersson el 1980 i va ser la dedicada de Tartiniana Seconda de Luigi Dallapiccola el 1957. També ha estat una de les primeres solistes occidentals convidades a actuar a la Xina, com a part d'una gira el 1973 amb la Filharmònica de Londres.
Fins als anys 80, l'Ida era pràcticament l'única dona que es trobava en el top de concertistes de violí. En les dècades posteriors, es va queixar d'haver estat marginada per intèrprets més joves en un mercat que valorava cares noves i atractives. Però fins ben entrats els 80 anys, va aprofitar qualsevol oportunitat per a tocar.
El 1991, la Reina d'Anglaterra li va atorgar el títol de "Commander of the British Empire" i l'any 2000, va rebre del Príncep Carles un doctorat honoris causa del Royal College. Algunes de les seves interpretacions més recents han estat la seva aparició en el concurs Paganini de Breslavka el 2003, i durant la visita del papa Benet XVI al camp de concentració d'Auschwitz-Birkenau el 2006, on va interpretar l'Oració del Dettingen Et Deum de Händel.
El violoncel·lista Steven Isserlis, que va tocar el Triple Concert de Beethoven amb Haendel i la pianista Martha Argerich, va dir que la música de Haendel sempre havia transmès passió. “Era forta, vibrant, concentrada i venia des del més profund d'ella”, va dir en una entrevista telefònica. "Ella realment era el violí; no va haver-hi mai cap separació". Sempre que Haendel tocava, ho feia amb gràcia, claredat i espontaneïtat. Es va centrar en el repertori clàssic-romàntic per a violí, en els concerts de Beethoven, Brahms o Sibelius. Però també hi havia obres contemporànies en el seu repertori, com el concert per a violí d'Allan Pettersson. És coneguda per les seves interpretacions del repertori clàssic de violí, però l'Ida estava també molt apassionada per la música del segle 20.
El sistema de Flesch era per a fer solistes, i Haendel va ser un cas extrem. No tenia un trio o un quartet, ni tocava concerts per a dos o tres solistes. Li agradava treballar amb pianistes acompanyants, més que amb pianistes del seu nivell, però al final de la seva vida sí que ho va fer.
Per a acabar, també es va fer càrrec de la següent generació de violinistes. David Garrett va ser el seu alumne, el va conèixer quan era adolescent. “Des de la primera nota va tocar amb la maduresa d'un adult”, va dir Haendel. Garrett i tots els que van conèixer a l'Ida Haendel la descriuen com una persona de bon cor, amigable i afectuosa.

## Vida privada
l'Ida Haendel mai es va casar. Va parlar de sentir-se poc atractiva i invisible per als homes. “No sols el meu pare pensava en mi únicament com un instrument musical”, va dir en una entrevista. Quan era petita, el seu pare no li deixava sortir amb nois, perquè pensava que era només seva. l'Ida era molt obedient amb tot el que li deia el seu pare, li agradava perquè li feia sentir segura i estimada.
Mai va tenir una relació estable amb cap home.En una entrevista per a “The Haendel Variations”, un documental fet el 2018, quan se li va preguntar a Haendel si havia sacrificat la seva vida privada per la música, va respondre: “Ningú em va dir mai: 'Deixa el violí, casem-nos'. seràs la meva esposa i això és tot”. No obstant això, en aquest documental va deixar clar que era feliç sent soltera i que no necessitava la companyia de cap home. Avui en dia, no sobreviu cap familiar proper. Per a ella, el millor director d'orquestra va ser Sergiu Celibidache, amb qui va tenir una llarga amistat. La majoria dels seus enregistraments els va fer juntament amb ell. “Va ser una amistat, però lamentablement també un amor insatisfet” va dir Ida Haendel. “Ho tenia tot. Si ell m'hagués estimat, hauríem trobat la manera?”, afegí.

## Anècdotes
El 1970, va publicar el seu autografia “Woman with Violin”. Ida Haendel escriu sobre els problemes de ser una nena prodigi amb dons que la diferencien dels altres nens. Ella sabia que no volia jugar amb nines ni amb altres nens. Va comprendre molt aviat que un talent com el seu l'aïllaria i era alguna cosa que un aprèn a acceptar. Gran part de la infància d'Ida Haendel la va passar viatjant per Europa occidental i ella ens ofereix una imatge d'aquests temps difícils vivint en petits estudis a París i altres ciutats intentant guanyar diners i arribar a final de mes. Van ser uns anys difícils eclipsats per l'amenaça d'Adolf Hitler.
Isserlis recorda un concert improvisat que Haendel va realitzar al voltant de la una del matí en un restaurant nocturn en el comtat de Westchester que va descriure que estava ple de motociclistes. La conversa que va tenir amb l'Ida va girar cap a la Sonata per a violí en re menor de Schumann, i Isserlis va afirmar que no coneixia bé la peça. “Vols saber com sona?” li va preguntar l'Ida. “Abans que pogués parar-la, va treure el seu violí i va tocar Schumann, amb tots els motociclistes mirant”, va dir Isserlis. "Quan va acabar, tots van esclatar amb aplaudiments".
La primera discogràfica que va contactar amb ella a Anglaterra va ser Decca quan ella tenia tan sols 9 anys. El propietari de Decca, que sabia que ella somiava amb tenir un gos, li va regalar un per gravar per a la companyia. El va anomenar Decca, i des de llavors tots els seus gossos han tingut aquest nom.

## Discografia
El seu debut discogràfic va ser el 1940.
La seva carrera discogràfica abasta 70 anys per a segells com EMI i Harmonia Mundi. Entre 1948 i 1949 va gravar el Concert de Beethoven, amb Rafael Kubelik i la Philharmonia Orchestra. Altres enregistraments seus destacats són les del Concert de Brahms (incloent una amb la London Symphony Orchestra dirigida per Sergiu Celibidache que va ser l'últim disc d'estudi de Celibidache) i el Concert de Tchaikovsky amb la National Symphony Orchestra dirigida per Basil Cameron. Com a omenatge al seu mestre George Enescu, va gravar la seva Sonata de violí amb Vladimir Ashkenazi el 2000 obtenint un Diapasó d'Or.
El 1977 va gravar el concert de Britten. En aquest enregistrament, l'Ida va tornar a tocar la versió amb octaves del primer violinista en interpretar aquest concert, l'Antonio Bosa, a pesar de que Britten les hagués decidit eliminar en una de les seves revisions del concert. La seguretat d'Ida en les octaves i l'ús premeditat del portamento van ser trets característics d'ella, juntament amb l'alta qualitat del seu so que combinava perfectament amb un gran lirisme. En aquest disc també s'incloïa l'enregistrament del concert de Walton, compositor el qual posteriorment va elogiar la seva interpretació.
La discogràfica Testament va reeditar els seus primers enregistraments dels Concerts per a Violí, i va publicar la gravació del Concert de Sibelius del 1993 juntament amb el Concert d'Elgar, tots dos amb l'Orquestra Simfònica de la Ciutat de Birmingham sota la batuta de Simon Rattle.
La discogràfica Hänssler va llançar sis actuacions de la dècada del 1960 en CD, incloent el Concert de Dvořák, el Concert de Khachaturian i el Segon Concert de Bartók, amb l'Orquestra Simfònica de la Ràdio de Stuttgart.

## Músics amb els quals ha tocat
- Vladimir Ashkenazy[4]
- Paavo Berglund[4]
- Adrian Boult[4]
- Sergiu Celibidache[4]
- Jonathan Feldman[4]
- Eugene Goossens[4]
- Bernhard Haitink[4]
- Eliahu Inbal[4]
- Rafael Kubelik[4]
- Zubin Mehta[4]
- Ivor Newton[4]
- Simon Rattle[4]
- Henry Wood[4]
- Charles Munch[3]
- Slava Rostropovich[3]
- Thomas Beecham[5]
- Otto Klemperer[10]
- Martha Argerich[5]
- Steven Isserlis[5]

## Instruments
El primer violí que va tocar va ser una còpia d'un Guarneri.
Després va començar a tocar violins Stradivarius: el “Sleeping Beauty” i després un altre fet el 1699 durant 60 anys.
El seu arc preferit era un Hill Fleur de Lys.

## Premis
- Membre de jurats internacionals[4]
- Títol de “Commander of the British Empire” el 1991[4]
- Honorary doctorate del Royal College el 2000[4]
- Honorary doctorate de la McGill University el 2006[7]
- Sibelius Prize al 1982[4]

## Mort
L'Ida Haendel va morir el 30 de juny de 2020 a Pembroke Park, Miami (Florida) a l'edat de 91 anys.
El seu nebot Richard Grunberg, que va confirmar la mort en una residència d'ancians, va dir que havia tingut càncer de ronyó.